# Cañas (cráter)
Cañas es el nombre de un cráter de impacto en el planeta Marte situado a -31.5° Norte (hemisferio Sur) y -270.3° Oeste. El impacto causó un abertura de 42 kilómetros de diámetro en la superficie del planeta. El nombre fue aprobado en 1991 por la Unión Astronómica Internacional en honor a la comunidad de Cañas, en Puerto Rico.